# Вишневе (Зачепилівська селищна громада)
Вишневе (до 17 лютого 2016 — Червоноармі́йське) — село в Україні, у Берестинському районі Харківської області. Населення становить 185 осіб. Входить до складу Зачепилівської селищної територіальної громади.

## Географія
Село знаходиться за 7,5 км від річки Оріль, через село проходить автомобільна дорога М18 (E105), на відстані 2 км розташоване село Бердянка, по селу протікає пересихаючий струмок з загатами.

## Історія
Село засноване 1920 року.
У 2016 році село Червоноармійське перейменовано на село Вишневе.
До 2017 року належало до Бердянської сільради. Відтак увійшло до складу Зачепилівської громади.
Після ліквідації Зачепилівського району 19 липня 2020 року село увійшло до Красноградського (Берестинського) району.

## Населення
Згідно з переписом УРСР 1989 року чисельність наявного населення села становила 192 особи, з яких 78 чоловіків та 114 жінок.
За переписом населення України 2001 року в селі мешкали 183 особи.

### Мова
Розподіл населення за рідною мовою за даними перепису 2001 року:
| Мова       | Відсоток |
| ---------- | -------- |
| українська | 92,97 %  |
| російська  | 6,49 %   |
| болгарська | 0,54 %   |

## Економіка
- Молочно-товарна ферма.